# HMAS Glenelg (ACPB 96)
Pour les articles homonymes, voir HMAS Glenelg.
Le HMAS Glenelg (ACPB 96), nommé d’après la ville de Glenelg, dans la banlieue d’Adélaïde, en Australie-Méridionale,, est un patrouilleur de classe Armidale de la Royal Australian Navy (RAN).

## Conception et construction
Les patrouilleurs de la classe Armidale mesurent 56,8 mètres de long, avec une largeur de 9,7 mètres, un tirant d'eau de 2,7 mètres et un déplacement standard de 270 tonnes. Leur coque en V à mi-carène est fabriquée en alliage d’aluminium, et chaque navire est construit selon une combinaison des normes Det Norske Veritas pour les engins légers à grande vitesse et des exigences de la RAN. Les patrouilleurs de classe Armidale peuvent se déplacer à une vitesse maximale de 25 nœuds (46 km/h) et sont propulsés par deux arbres d'hélice, chacun relié à un moteur Diesel MTU 16V M70. Les navires ont une autonomie de 3000 milles marins (5600 km) à une vitesse de 12 nœuds (22 km/h), ce qui leur permet de patrouiller autour des territoires lointains de l’Australie. Ils sont conçus pour des patrouilles standards de 21 jours, avec une autonomie maximale de 42 jours,.
L’armement principal des patrouilleurs de classe Armidale est un affût stabilisé de canon Rafael Typhoon, équipé d’un canon mitrailleur de 25 millimètres M242 Bushmaster. Deux mitrailleuses de 12,7 millimètres (0,50 pouce) sont également transportées. Les opérations d’embarquement sont effectuées par deux bateaux pneumatiques semi-rigides (RHIB) de 7,2 mètres propulsés par hydrojet. Chaque RHIB est stocké dans son bossoir dédié, et est capable d’opérer indépendamment du patrouilleur car il transporte son propre équipement de communication, de navigation et de sécurité,.
Chaque patrouilleur dispose d’un équipage standard de 21 personnes, avec un maximum de 29 personnes,,. Un compartiment d’hébergement auxiliaire de 20 couchettes a été inclus dans la conception pour le transport de soldats, de pêcheurs illégaux ou d’immigrants clandestins arrêtés en mer. Dans les deux derniers cas, le compartiment peut être fermé de l’extérieur. Cependant, un dysfonctionnement dans les installations de traitement des eaux usées à bord du HMAS Maitland en août 2006 a envoyé du sulfure d'hydrogène et du monoxyde de carbone dans le compartiment, intoxicant quatre marins travaillant à l’intérieur, sans causer leur mort. Après cela, l’utilisation du compartiment pour l’hébergement a été interdite dans toute la classe,.

## Histoire opérationnelle
Le HMAS Glenelg était l’un des deux patrouilleurs commandés en 2005, à la suite d’une promesse électorale fédérale de 2004 selon laquelle la coalition fournirait une force de patrouille dédiée aux installations de production de pétrole et de gaz naturel situées au large de la côte nord-ouest de l’Australie,,. Le HMAS Glenelg a été construit par Austal à Henderson, en Australie-Occidentale,, dans le cadre d’un contrat de 553 millions de dollars entre le gouvernement fédéral et les services maritimes de la défense. 
Après avoir effectué des essais à Darwin, son futur port d'attache, le HMAS Glenelg s’est rendu avant sa mise en service officielle à Port Adélaïde, où il a été ouvert aux visites du public tout un week-end. Il a été le quatorzième et dernier navire de la classe Armidale à être mis en service dans la RAN, le 22 février 2008,, sous le commandement du lieutenant commander (capitaine de corvette) Nick J. Watson (RAN),.
Il était basé au HMAS Coonawarra, affecté à la division Aware, et effectuait des tâches de protection des frontières. Son rôle principal était l’exécution d’opérations de police et la surveillance dans les eaux septentrionales de l’Australie. En mars 2008, le HMAS Glenelg a été affecté pour la première fois à l’opération RESOLUTE, l’opération des forces de défense australiennes visant à protéger les frontières et les intérêts maritimes offshore de l’Australie. Il y a contribué pendant plus de 14 ans.
En 2021, le HMAS Glenelg a participé à l’opération JAWLINE, à l’opération SOLANIA dans le Pacifique Sud-Ouest et à l’opération ISLAND CHIEF. Il a également contribué à des opérations multinationales, participant en 2018, avec des unités navales philippines, à l’opération AUGURY aux Philippines, dans le cadre des efforts de l’Australie pour lutter contre le terrorisme et les organisations extrémistes violentes dans le monde.
Le HMAS Glenelg a visité de nombreux ports dans des pays d’Asie et du Pacifique, notamment Dili, Singapour, Langkawi, Phuket, Kota Kinabalu, Puerto Princesa, Colombo, Port Blair, Port Kelang, Bali, Cebu, Madang et Port Vila. Il a également participé à l’exercice multinational MILAN qui s’est tenu dans les îles Andaman-et-Nicobar en 2010, ainsi qu’à divers exercices avec des unités de marines étrangères telles que les Philippines, les Fidji et le Vanuatu.
Du 10 au 21 octobre 2016, le HMAS Glenelg a participé, avec le HMAS Larrakia (ACPB 84), à un exercice de défense annuel entre la marine philippine et la marine royale australienne, mené à Cebu, aux Philippines. L’exercice Lumbas 2016 a débuté le 10 octobre par une cérémonie d’ouverture à l’Unité centrale des forces navales, à Barangay Looc, ville de Lapu-Lapu, à Cebu. Les deux patrouilleurs de la Marine royale australienne ont été utilisés comme moyens flottants pour différents entraînements conjoints. L’un des faits saillants de l’exercice Lumbas 2016 a été l’exercice de visite, d’arraisonnement et de saisie qui s’est déroulé dans les eaux des îles Camotes.
Le HMAS Glenelg a aussi pris part à un certain nombre d’exercices dans les eaux australiennes, notamment l’exercice KAKADU en 2016 et 2018, l’exercice CASSOWARY avec des unités navales d’Indonésie en 2016 et l’exercice PARADISE en 2018 avec des unités de la marine de Papouasie-Nouvelle-Guinée, conçu pour améliorer l’interopérabilité entre les forces de défense des deux pays.
Le HMAS Glenelg a été désarmé le 6 octobre 2022 au HMAS Coonawarra, à Darwin lors d’une cérémonie à laquelle a assisté le commandant de la flotte australienne, le contre-amiral Jonathan Earley (en). Celui-ci a rendu hommage aux services de l’équipage du navire,.